# Era de la informació
L'Era de la informació, també coneguda com a Era Digital, és el nom que se li ha donat al període que, aproximadament, succeeix a l'era industrial i precedeix a l'economia del coneixement. L'era de la informació és un terme aplicat al període en el qual el moviment d'informació es va tornar més ràpid que el moviment físic, i es va començar a utilitzar a partir de 1980. Va ser encunyat pel sociòleg Manuel Castells.
Sota la teoria econòmica convencional, l'Era de la informació també designa a l'era on la informació era un recurs decisiu, i la seva crida i cerca generaven un avantatge competitiu. S'ha estimat que l'Era de la informació es va donar des de 1971 a 1991, encara que en aquests casos és impossible establir límits que realment signifiquin alguna cosa. També es podria dir que va començar la segona part del segle xix, amb la invenció del telèfon i la telegrafia.
S'usa sovint en conjunció amb el terme societat postindustrial. Quan la informació va deixar de ser escassa va començar l'economia del coneixement.
L'economia del coneixement va començar aproximadament durant la dècada de 1990 i va continuar fins a l'any 2002. L'era actual econòmica es considera el tecnocapitalisme o economia intangible, en la qual els quatre recursos clau per a l'activitat econòmica i l'avantatge competitiu serien:
- Coneixement: Les coses que la gent sap i empra.
- Col·laboració: Com interaccionen les persones per crear valor.
- Compromís: La dedicació a un projecte.
- Qualitat temporal: la rapidesa amb què es crea valor.

## Progressió

### Emmagatzematge de la informació
La capacitat tecnològica del món per emmagatzemar informació va passar dels 2,6 (comprimits òptimament) exabytes el 1986 fins als 15,8 el 1993, els 54,5 el 2000 i els 295 (comprimits òptimament) exabytes el 2007. Això és l'equivalent informatiu a menys d'un 730 MB CD-ROM per persona el 1986 (539 MB per persona), aproximadament 4 CD-ROM per persona el 1993, 12 CD-ROM per persona l'any 2000 i gairebé 61 CD-ROM per persona el 2007. Es calcula que la capacitat del món per emmagatzemar informació ha arribat als 5 zetabytes el 2014. Aquest és l'equivalent informatiu de 4.500 piles de llibres impresos des de la terra fins al sol.

#### Creixement exponencial de l'emmagatzematge de dades
La quantitat de dades digitals emmagatzemades sembla que està creixent aproximadament de forma exponencial, fet que recorda la llei de Moore. La quantitat d'espai d'emmagatzematge disponible està creixent aproximadament de forma exponencial (Llei de Kryder).

### Transmissió de la informació
La capacitat tecnològica del món per rebre informació mitjançant xarxes de transmissió unidireccional va ser de 432 exabytes d'informació (òptimament comprimida) el 1986, 715 (òptimament comprimits) exabytes el 1993, 1,2 (comprimits òptimament) zettabytes el 2000 i 1,9 zettabytes el 2007 (això és l'equivalent a la informació de 174 diaris per persona i dia). La capacitat efectiva del món per a intercanviar informació a través de xarxes de telecomunicacions bidireccionals va ser de 281 petabytes d'informació (òptimament comprimida) el 1986, 471 petabytes el 1993, 2.2 exabytes (comprimits òptimament) el 2000 i 65 exabytes (comprimits òptimament) el 2007 (això és la informació equivalent a 6 diaris per persona i dia). A la dècada dels noranta, la propagació d'Internet va provocar un salt sobtat en l'accés i la capacitat de compartir informació a empreses i habitatges a nivell mundial. La tecnologia es va desenvolupar tan ràpidament que un ordinador que costava 3000 dòlars el 1997 tindria un cost de 2000 dòlars dos anys després i 1000 dòlars l'any següent.

### Computació
La capacitat tecnològica del món per calcular informació amb ordinadors de propòsit general guiats humanament va passar de 3,0×10^8 MIPS el 1986, a 4,4 × 10^9 MIPS el 1993, 2,9 × 10^11 MIPS el 2000 a 6,4 × 10^12 MIPS el 2007. Un article del reconegut Journal Trends in Ecology and Evolution informa que ara la tecnologia digital "ha superat àmpliament la capacitat cognitiva de qualsevol ésser humà i ho ha fet una dècada abans del previst". En termes de capacitat, hi ha dues mesures d'importància: el nombre d'operacions que pot realitzar un sistema i la quantitat d'informació que es pot emmagatzemar. S'ha estimat que el nombre d'operacions sinàptiques per segon en un cervell humà està situat entre 10 i 15 a 10^17. Mentre que aquest número és destacable, al 2007 els ordinadors de propòsit general de la humanitat van ser capaços de realitzar molt més de 10^18 instruccions per segon. Les estimacions suggereixen que la capacitat d'emmagatzematge d'un cervell humà individual és d'aproximadament 10^12 bytes. Per capita, es combina amb l'emmagatzematge digital actual (5x10^21 bytes per 7,2x10 ^ 9 persones).

## Relació amb l'economia
Finalment, les tecnologies de la informació i les comunicacions (ordinadors, maquinària informatitzada, fibra òptica, satèl·lits de comunicació, Internet i altres eines TIC) van esdevenir una part important de l'economia. Es van desenvolupar microordinadors i moltes empreses i indústries van experimentar un gran canvi causat per les TIC.
Nicholas Negroponte va capturar l'essència d'aquests canvis en el seu llibre de 1995, Being Digital. El seu llibre parla de similituds i diferències entre productes fets d'àtoms i productes de bits. En essència, una còpia d'un producte feta de bits es pot fer de manera barata i ràpida, i es pot enviar a tot el país o internacionalment ràpidament i a un cost molt baix.

## Innovacions
L'era de la informació va ser habilitada per la tecnologia desenvolupada a la Revolució Digital, que va permetre aprofitar els avenços de la Revolució Tecnològica.

### Transistors
L'aparició de l'era de la informació es pot associar amb el desenvolupament de la tecnologia de transistors. El concepte de transistor amb efecte de camp va ser teoritzat per Julius Edgar Lilienfeld el 1925. El primer transistor pràctic va ser el transistor de contacte puntual, inventat pels enginyers Walter Houser Brattain i John Bardeen a Bell Labs el 1947. Aquest va ser un avenç que va posar les bases de la tecnologia moderna. L'equip d'investigació de Shockley també va inventar el transistor de junció bipolar el 1952. No obstant això, els transistors d'unió primerenca eren dispositius relativament voluminosos difícils de fabricar en producció massiva, cosa que els limitava a diverses aplicacions especialitzades.
L'inici de l'era de la informació, juntament amb l'edat del silici, s'ha datat a la invenció del transistor d'efecte de camp de semiconductor (metall-òxid-semiconductor) (MOSFET), també conegut com el transistor MOS, que va ser inventat per Mohamed. M. Atalla i Dawon Kahng a Bell Labs el 1959. El MOSFET va ser el primer transistor realment compacte que es podia miniar i produir en massa per a una àmplia gamma d'usos. Amb la seva alta escalabilitat, i un consum d'energia molt inferior i una densitat més elevada que els transistors de unió bipolar, el MOSFET va permetre la construcció de circuits integrats d'alta densitat (ICs), permetent la integració de més de 10.000 transistors en un petit IC, i posteriorment milers de milions de transistors en un sol dispositiu.
L'adopció generalitzada de MOSFET va revolucionar la indústria electrònica, incloent sistemes de control i ordinadors des dels anys 70, i posteriorment va fer possible la tecnologia de comunicacions digitals com els telèfons intel·ligents. A partir del 2013, milers de milions de transistors MOS es fabriquen cada dia. El transistor MOS ha estat el bloc fonamental de l'electrònica digital des de finals del segle xx, obrint el camí cap a l'era digital. Al transistor MOS se li atribueix la transformació de la societat arreu del món, i ha estat descrit com el "cavall de treball" de l'era de la informació, com el bloc de construcció de cada microprocessador, xip de memòria i circuit de telecomunicacions en ús. a partir del 2016.

### Ordinadors
Abans de l'arribada de l'electrònica, els ordinadors mecànics, com la màquina analítica el 1837, van ser dissenyats per proporcionar un càlcul matemàtic de rutina i senzilles capacitats de presa de decisions. Les necessitats militars durant la Segona Guerra Mundial van impulsar el desenvolupament dels primers ordinadors electrònics, basats en vàlvules de buit, incloent-hi el Z3, l'ordinador Atanasoff-Berry, l'ordinador Colossus i l'ENIAC.
La invenció del transistor va permetre l'era dels ordinadors centrals (anys 1950-1970), tipificats per IBM 360. Aquests grans ordinadors proporcionaven càlcul de dades i manipulació molt més ràpida del que és possible humanament, però eren cars de comprar i mantenir. Al principi, es limitaven a poques institucions científiques, grans corporacions i organismes governamentals.
El circuit integrat de germani (IC) va ser inventat per Jack Kilby a Texas Instruments el 1958. El circuit integrat de silici es va inventar el 1959 per Robert Noyce a Fairchild Semiconductor, mitjançant el procés planar desenvolupat per Jean Hoerni, que al seu torn es basava en el mètode de passivació de superfície de silici de Mohamed Atalla desenvolupat als Bell Labs el 1957.Després de la invenció del transistor MOS per Mohamed Atalla i Dawon Kahng a Bell Labs el 1959, el circuit integrat MOS va ser desenvolupat per Fred Heiman i Steven Hofstein a RCA el 1962. Amb l'arribada del transistor MOS i l'IC MOS, la tecnologia del transistor va millorar ràpidament i la relació de la potència informàtica a la mida va augmentar de forma espectacular, donant accés directe als ordinadors a grups cada vegada més petits.
El circuit integrat MOS va suposar la invenció del microprocessador. El primer microprocessador comercial d'un sol xip llançat el 1971, l'Intel 4004, desenvolupat per Federico Faggin utilitzant la seva tecnologia del MOS IC, juntament amb Marcian Hoff, Masatoshi Shima i Stan Mazor.
Juntament amb màquines d'arcade electrònic i consoles de videojocs domèstics durant els anys setanta, el desenvolupament d'ordinadors personals com el Commodore PET i Apple II (tots dos el 1977) van donar accés a l'ordinador al públic general. Però l'intercanvi de dades entre ordinadors individuals era inexistent o en gran part manual, en un primer moment s'utilitzaven targetes punxades i cintes magnètiques, i més tard disquets.

### Dades
Els primers desenvolupaments per emmagatzemar dades es van basar inicialment en fotografies, començant per la microfotografia el 1851 i després per la microforma a la dècada de 1920, amb la possibilitat d'emmagatzemar documents en pel·lícules, fent-les molt més compactes. Als anys 70, el paper electrònic va permetre que la informació digital aparegués com a documents de paper.
La teoria de la informació i els codis de Hamming es van desenvolupar cap a l'any 1950, però s'esperaven les innovacions tècniques en la transmissió i emmagatzematge de dades al màxim.
La memòria amb nucli magnètic es va desenvolupar a partir de la investigació de Frederick W. Viehe el 1947 i de An Wang a la Universitat Harvard el 1949. La primera unitat de disc dur comercial, l'IBM 350, es va enviar al 1956. Amb l'arribada del transistor MOS, la memòria del semiconductor MOS va ser desenvolupada per John Schmidt a Fairchild Semiconductor el 1964. El 1967, Dawon Kahng i Simon Sze a Bell Labs van desenvolupar el flotador MOSFET (FGMOS), que proposaven que es podia utilitzar per a una ROM reprogramable (memòria de només lectura), proporcionant la base per a la memòria no volàtil tecnologies com la memòria flash. Després de la invenció de la memòria flash de Fujio Masuoka a Toshiba el 1980, Toshiba va comercialitzar la memòria flash NAND el 1987.
Si bé els cables que transmeten dades digitals connectaven terminals d'ordinador i perifèrics als fotogrames principals, i els sistemes especials de compartir missatges que van dirigir-se al correu electrònic es van desenvolupar per primera vegada a la dècada de 1960, es va iniciar una xarxa independent entre ordinadors i ordinadors amb ARPANET el 1969. Això es va expandir fins a convertir-se en Internet (creat el 1974) i, a continuació, el World Wide Web el 1989.
La transmissió digital de dades pública va utilitzar per primera vegada les línies telefòniques existents mitjançant connexió per línia commutada, a partir dels anys cinquanta, i aquest va ser el punt principal d'Internet fins a la banda ampla als anys 2000. La revolució sense fils, la introducció i la proliferació de xarxes sense fils, va començar a la dècada de 1990 i va ser permesa per l'àmplia adopció d'amplificadors de potència RF basats en MOSFET (potència MOSFET i LDMOS) i circuits RF (RF CMOS). Les xarxes sense fils, combinades amb la proliferació de satèl·lits de comunicacions als anys 2000, permetien la transmissió digital pública sense necessitat de cables. Aquesta tecnologia va conduir a la televisió digital (TV digital), GPS i ràdio per satèl·lit a través dels anys 90 i 2000.
L'escalació de MOSFET, la ràpida miniaturització de MOSFETs a un ritme previst per la llei de Moore, va fer que els ordinadors siguin més petits i més potents, fins al punt en què es podien portar. Durant els anys vuitanta-noranta, els ordinadors portàtils es van desenvolupar com una forma d'ordinador portàtil, i es podien fer servir assistents digitals personals (PDA) mentre es caminava. Els cercapersones, àmpliament utilitzats a la dècada de 1980, van ser substituïts en gran part pels telèfons mòbils a partir de finals dels anys 90, proporcionant funcions de xarxa mòbil a alguns ordinadors. Actualment, aquesta tecnologia s'estén a les càmeres digitals i altres dispositius portables. A partir de finals dels anys 90, les tauletes i els telèfons intel·ligents van combinar i ampliar aquestes habilitats d'informàtica, mobilitat i intercanvi d'informació.
La codificació transformació de cosinis discreta (DCT), una tècnica de compressió de dades proposada per Nasir Ahmed el 1972, va permetre la transmissió pràctica de suports digitals, amb formats de compressió d'imatges com JPEG (1992), formats de codificació de vídeo com ara H.26x (1988 en endavant) i MPEG (1993 en endavant), estàndards de codificació d'àudio com Dolby Digital (1991) i MP3 (1994), i estàndards de TV digital com ara vídeo sota demanda (VOD) i televisió d'alta definició (HDTV). YouTube es va popularitzar per Internet, una plataforma de vídeos en línia fundada per Chad Hurley, Jawed Karim i Steve Chen el 2005, que va permetre la transmissió de vídeo MPEG-4 AVC (H.264) generat per l'usuari des de qualsevol lloc de la World Wide Web.

### Òptica
La comunicació òptica ha tingut un paper important en les xarxes de comunicació. La comunicació òptica va constituir la base del maquinari per a la tecnologia d'internet, sentant les bases de la revolució digital i l'era de la informació.
Al 1953, Bram van Heel va demostrar la transmissió d'imatges a través de feixos de fibres òptiques amb un revestiment transparent. El mateix any, Harold Hopkins i Narinder Singh Kapany de l'Imperial College van aconseguir fer paquets de transmissió d'imatges amb més de 10.000 fibres òptiques, i posteriorment van aconseguir la transmissió d'imatges a través d'un paquet de 75 cm de llarg que va combinar diversos milers de fibres.
Mentre treballava a la Universitat de Tohoku, l'enginyer japonès Jun-ichi Nishizawa va proposar la comunicació per fibra òptica, l'ús de les fibres òptiques per a la comunicació òptica, el 1963. Nishizawa va inventar altres tecnologies que van contribuir al desenvolupament de comunicacions de fibra òptica, com la fibra òptica d'índex gradat com a canal per a transmetre llum a partir de làsers de semiconductor. Va patentar la fibra òptica d'índex classificat al 1964. La fibra òptica d'estat sòlid va ser inventada per Nishizawa el 1964.
Els tres elements essencials de la comunicació òptica van ser inventats per Jun-ichi Nishizawa: el làser semiconductor (1957) essent la font de llum, la fibra òptica classificada (1964) com a línia de transmissió i el fotodiode PIN (1950) com a òptica. La invenció d'Izuo Hayashi del làser semiconductor d'ona continuada el 1970 va portar directament a les fonts de llum en comunicació de fibra òptica, impressores làser, lectors de codis de barres i unitats de disc òptic, comercialitzades per empresaris japonesos, i obrint el camp de les comunicacions òptiques.
Els sensors d'imatges de MOS (semiconductors i metàl·lics), que van començar a aparèixer a finals dels anys seixanta, van provocar la transició de la imatge analògica a la digital, i de les càmeres analògiques a les càmeres digitals, durant els anys vuitanta-noranta. Els sensors d'imatge més comuns són el sensor de CCD (dispositiu acoblat a càrrega) i el sensor de píxel actiu CMOS (MOS complementari) (sensor CMOS).